# 東経110度線
東経110度線（とうけい110どせん）は、本初子午線面から東へ110度の角度を成す経線である。北極点から北極海、アジア、インド洋、南極海、南極大陸を通過して南極点までを結ぶ。東経110度線は西経70度線と共に大円を形成する。

## 通過する国・地点
東経110度線は、北極点から南極点まで南に向かって以下の場所を通っている。
| 地理座標                                               | 国土・領土・領海 | 備考 |
| ------------------------------------------------------ | ---------------- | --- |
| 北緯90度0分 東経110度0分 / 北緯90.000度 東経110.000度  | 北極海           | |
| 北緯79度30分 東経110度0分 / 北緯79.500度 東経110.000度 | ラプテフ海       | |
| 北緯76度42分 東経110度0分 / 北緯76.700度 東経110.000度 | ロシア           | タイミル半島 |
| 北緯74度22分 東経110度0分 / 北緯74.367度 東経110.000度 | ハタンガ湾       | |
| 北緯74度0分 東経110度0分 / 北緯74.000度 東経110.000度  | ロシア           | |
| 北緯73度42分 東経110度0分 / 北緯73.700度 東経110.000度 | ハタンガ湾       | |
| 北緯73度29分 東経110度0分 / 北緯73.483度 東経110.000度 | ロシア           | |
| 北緯49度12分 東経110度0分 / 北緯49.200度 東経110.000度 | モンゴル         | |
| 北緯42度38分 東経110度0分 / 北緯42.633度 東経110.000度 | 中華人民共和国   | 内モンゴル自治区 – 包頭市のちょうど東を通過。 陝西省 湖北省 陝西省 湖北省 重慶市 湖北省 湖南省 広西チワン族自治区 広東省 |
| 北緯20度17分 東経110度0分 / 北緯20.283度 東経110.000度 | 南シナ海         | 瓊州海峡 |
| 北緯19度56分 東経110度0分 / 北緯19.933度 東経110.000度 | 中華人民共和国   | 海南省 |
| 北緯18度22分 東経110度0分 / 北緯18.367度 東経110.000度 | 南シナ海         | |
| 北緯1度42分 東経110度0分 / 北緯1.700度 東経110.000度   | マレーシア       | サラワク州 - ボルネオ島上                                                                                                |
| 北緯1度18分 東経110度0分 / 北緯1.300度 東経110.000度   | インドネシア     | 西カリマンタン州 - ボルネオ島上                                                                                          |
| 南緯1度17分 東経110度0分 / 南緯1.283度 東経110.000度   | 南シナ海         | |
| 南緯1度43分 東経110度0分 / 南緯1.717度 東経110.000度   | インドネシア     | 西カリマンタン州 - ボルネオ島上                                                                                          |
| 南緯1度54分 東経110度0分 / 南緯1.900度 東経110.000度   | 南シナ海         | |
| 南緯2度57分 東経110度0分 / 南緯2.950度 東経110.000度   | ジャワ海         | |
| 南緯6度55分 東経110度0分 / 南緯6.917度 東経110.000度   | インドネシア     | ジャワ島 |
| 南緯7度53分 東経110度0分 / 南緯7.883度 東経110.000度   | インド洋         | |
| 南緯60度0分 東経110度0分 / 南緯60.000度 東経110.000度  | 南極海           | |
| 南緯66度38分 東経110度0分 / 南緯66.633度 東経110.000度 | 南極大陸         | オーストラリア南極領土 - オーストラリアが領有権主張                                                                      |